# 竹本ちえ
竹本 ちえ（たけもと ちえ、1993年8月5日 - ）は、日本の女性モデル、レースクイーン。
兵庫県出身。イー・スマイル所属。

## 略歴
高校卒業後はOLとして建材屋で働いていたが、21歳の時、オートポリスで行われたスーパー耐久にレースクイーン(VITAL SPIRIT SHARK&SAKURA ADVANCE キャンペーンガール)としてスポット参加したの(田頭ツバキ名義)を機に関西でモデル活動を始める。2015年にはミス・ユニバース・ジャパン岡山大会でファイナリストに残ったが、受賞はならなかった。
その後2016年1月に上京。同月の東京オートサロン「MS JAPAN SERVICE」ブースのコンパニオンがイー・スマイル所属モデルとしての初仕事となった。同年、SUPER GT「Drago Modulo HONDA Racing」のレースクイーンを神崎裕女と共に務める。翌2017年は「TEAM TOM'S にゃんこ大戦争ガールズ」の一員として、SUPER GT、スーパーフォーミュラの2カテゴリーに参加した。
2018年は「LM corsa TWSプリンセス」としてSUPER GT300クラス、86、F4、PCCJのレースクイーンを担当。
2019年は全10カテゴリーに参加「LM corsa TWSプリンセス」を継続、また「carrozzeria TEAM KCMGエンジェルス」としてスーパーフォーミュラやTCR JAPANシリーズに、マカオ所在チームであるAsia Racing TeamイメージガールとしてZIC700Km耐久レース、「BIRTH RACHING PROJECT /BRP」としてSUPER耐久、ブランパンGTワールドチャレンジアジアのレースクイーンを務めた。
2020年はイー・スマイルの先輩に当たる辻井美香から引き継ぐ形で、「MOTULサーキットレディ」としてNDDP RACING with B-MAX（3号車）を担当する。

## 人物
- 幼い頃に両親が離婚し[12]、母と弟2人と共に暮らす[5]。名前の“ちえ”はじゃりン子チエに由来している[12]。
- 子供の頃から中学2年まで沖縄空手を習っていた[13]。
- ホラー漫画を好む。中でも御茶漬海苔の『惨劇館』（1987年）と『恐怖実験室』（1994年）、伊藤潤二の『溶解教室』（2013年）がお気に入りである[14]。またプライベートでは浅香ななみとホラー映画を観賞することもある[15]。
- 2016年のNISMO（23号車）・MOTULサーキットレディを務めた堀トモカ（ほり ともか[16]）と仲が良かった[12]。先述のMOTULは自身にとってRQデビュー時からの憧れだったため、選ばれた時はすごく嬉しかったとのこと[11]。

## 活動

### レースクイーン
| 年     | カテゴリー                             | チーム名                                          | 他メンバー                       |
| ------ | -------------------------------------- | ------------------------------------------------- | -------------------------------- |
| 2016年 | SUPER GT                               | Drago Modulo HONDA Racing 「Dragoレースクイーン」 | 神崎裕女                         |
| 2017年 | SUPER GT スーパーフォーミュラ          | TEAM TOM'S 「にゃんこ大戦争ガールズ」             | 望月未来                         |
| 2018年 | SUPER GT                               | LM corsa TWSプリンセス                            | 涼野はるか、瀬戸乙葉             |
| 2019年 | SUPER GT                               | LM corsa TWSプリンセス                            | 綾野ゆりか、涼野はるか、瀬戸乙葉 |
| 2019年 | スーパーフォーミュラ TCR JAPANシリーズ | KCMGエンジェルス                                  | 沙倉しずか、生田ちむ             |
| 2020年 | SUPER GT                               | NDDP RACING with B-MAX 「MOTULサーキットレディ」  |                                  |

### イベントコンパニオン
| イベント名         | 出演年：出演ブース                                                                    |
| ------------------ | ------------------------------------------------------------------------------------- |
| 大阪オートメッセ   | 2017年・2018年・2019年：TWSプリンセス                                                 |
| 東京オートサロン   | 2016年：MS JAPAN SERVICE 2017年：TOYOTA純正部品用品 2018年：NITTO 2019年・2020年：TWS |
| 東京モーターショー | 2017年：BMW JAPAN                                                                     |
| 東京ゲームショウ   | 2016年：intel 2017年・2018年：KONAMI                                                  |